# العباسي (الحديدة)

تعديل مصدري - تعديل

العباسي هي إحدى قرى مديرية بيت الفقيه، التابعة لمحافظة الحديدة اليمنية، بلغ تعداد سكانها 5377 نسمة حسب الإحصاء الذي جرى عام 2004.